# Piotr Jelistrator
Piotr Matwiejewicz Jelistrator (ros. Пётр Матвеевич Елистратов, ur. 22 września?/5 października 1917 we wsi Małyszewo w guberni niżnonowogrodzkiej, zm. 1987 w Sarańsku) – radziecki polityk, II sekretarz KC Komunistycznej Partii Azerbejdżanu (1961–1968), I sekretarz Komitetu Obwodowego KPU w Chersoniu (1956–1962).

## Życiorys
W latach 1933–1938 księgowy w kołchozie, instruktor i kierownik wydziału rejonowego komitetu Komsomołu w Kraju Gorkowskim/obwodzie gorkowskim (obecnie obwód niżnonowogrodzki), w 1937 ukończył Gorkowską Wyższą Komunistyczną Szkołę Rolniczą, w latach 1938–1941 służył w marynarce wojennej. Od 1939 w WKP(b), 1941-1942 sekretarz i I sekretarz Komitetu Miejskiego Komsomołu we Władywostoku, 1942–1943 sekretarz Komitetu Miejskiego WKP(b) we Władywostoku, 1943-1946 w Armii Czerwonej, 1946 II sekretarz Komitetu Obwodowego Komsomołu w Odessie. Od września 1946 do 1949 I sekretarz Komitetu Obwodowego Komsomołu w Chersoniu, 1949–1952 słuchacz Wyższej Szkoły Partyjnej przy KC KP(b)U, od 1952 do września 1954 I sekretarz Komitetu Miejskiego KP(b)U/KPU w Kachowce. Od 26 marca 1954 do 16 lutego 1960 zastępca członka, a od 19 lutego 1960 do 15 marca 1966 członek KC KPU, od września 1954 sekretarz Komitetu Obwodowego KPU w Chersoniu, od 31 października 1961 do 29 marca 1966 członek Centralnej Komisji Rewizyjnej KPZR. Od 28 grudnia 1961 do 22 maja 1968 II sekretarz KC Komunistycznej Partii Azerbejdżanu i członek Biura Politycznego KC KPA, od 8 kwietnia 1966 do 30 marca 1971 zastępca członka KC KPZR, od 3 marca 1968 do kwietnia 1971 I sekretarz Mordwińskiego Komitetu Obwodowego KPZR. Deputowany do Rady Najwyższej ZSRR od 5. do 8. kadencji.

## Odznaczenia
- Order Lenina
- Order Czerwonego Sztandaru Pracy
- Order Wojny Ojczyźnianej II klasy
- Medal „Za zwycięstwo nad Niemcami w Wielkiej Wojnie Ojczyźnianej 1941–1945”